# Nikolaj Kovalenko
Nikolaj Andrejevitj Kovalenko, ryska: Николай Андреевич Коваленко, född 17 oktober 1999, är en rysk-amerikansk professionell ishockeyforward som spelar för HK CSKA Moskva i Kontinental Hockey League (KHL). Han draftades i sjätte rundan som 171:a totalt av Colorado Avalanche vid NHL Entry Draft 2018. Han är son till före detta NHL-spelaren Andrej Kovalenko.

## Statistik

### Klubbkarriär
| 2015–16    | Loko Yaroslavl          | MHL        | 4   | 4  | 1  | 5   | 0   | —  | — | —  | —  | —  |
| 2015–16    | Loko-Junior Yaroslavl   | MHLB       | 17  | 6  | 12 | 18  | 8   | —  | — | —  | —  | —  |
| 2016–17    | Loko Yaroslavl          | MHL        | 35  | 3  | 11 | 14  | 35  | 3  | 0 | 1  | 1  | 12 |
| 2016–17    | Loko-Junior Yaroslavl   | NMHL       | 2   | 3  | 5  | 8   | 0   | 9  | 1 | 5  | 6  | 6  |
| 2017–18    | Loko Yaroslavl          | MHL        | 33  | 10 | 21 | 31  | 34  | 13 | 1 | 11 | 12 | 22 |
| 2017–18    | Loko-Junior Yaroslavl   | NMHL       | 2   | 1  | 1  | 2   | 0   | —  | — | —  | —  | —  |
| 2017–18    | Lokomotiv Yaroslavl     | KHL        | 2   | 0  | 0  | 0   | 0   | 4  | 0 | 0  | 0  | 7  |
| 2018–19    | Lokomotiv Yaroslavl     | KHL        | 33  | 5  | 1  | 6   | 14  | 7  | 0 | 2  | 2  | 2  |
| 2018–19    | Loko Yaroslavl          | MHL        | —   | —  | —  | —   | —   | 11 | 3 | 6  | 9  | 8  |
| 2019–20    | Lokomotiv Yaroslavl     | KHL        | 54  | 10 | 11 | 21  | 26  | 6  | 0 | 0  | 0  | 0  |
| 2020–21    | Lokomotiv Yaroslavl     | KHL        | 41  | 6  | 5  | 11  | 12  | 9  | 0 | 1  | 1  | 4  |
| 2021–22    | Ak Bars Kazan           | KHL        | 29  | 6  | 8  | 14  | 12  | 6  | 0 | 1  | 1  | 2  |
| 2022–23    | Torpedo Nizhny Novgorod | KHL        | 56  | 21 | 33 | 54  | 36  | 10 | 3 | 4  | 7  | 8  |
| 2023–24    | Torpedo Nizhny Novgorod | KHL        | 42  | 11 | 24 | 35  | 30  | 5  | 0 | 4  | 4  | 10 |
| 2023–24    | Colorado Eagles         | AHL        | 4   | 1  | 2  | 3   | 2   | 2  | 1 | 0  | 1  | 4  |
| 2023–24    | Colorado Avalanche      | NHL        | —   | —  | —  | —   | —   | 2  | 0 | 0  | 0  | 0  |
| 2024–25    | Colorado Avalanche      | NHL        | 28  | 4  | 4  | 8   | 10  | —  | — | —  | —  | —  |
| 2024–25    | San Jose Sharks         | NHL        | 29  | 3  | 9  | 12  | 6   | —  | — | —  | —  | —  |
| KHL totalt | KHL totalt              | KHL totalt | 257 | 59 | 83 | 142 | 130 | 47 | 3 | 12 | 15 | 33 |
| NHL totalt | NHL totalt              | NHL totalt | 57  | 7  | 13 | 20  | 16  | 2  | 0 | 0  | 0  | 0  |

### Internationellt
| År            | Lag           | Turnering     | Resultat      |    | Matcher | Mål | Assist | Poäng | Utv |
| ------------- | ------------- | ------------- | ------------- | -- | ------- | --- | ------ | ----- | --- |
| 2015          | Ryssland      | U17           | 2             | 6  | 0       | 0   | 0      | 2     |     |
| 2019          | Ryssland      | JVM           | 3             | 6  | 1       | 2   | 3      | 12    |     |
| Junior totalt | Junior totalt | Junior totalt | Junior totalt | 12 | 1       | 2   | 3      | 14    |     |